# Robert Lauterborn
Robert Lauterborn (23 de octubre de 1869, Ludwigshafen - 11 de septiembre de 1952, Friburgo de Brisgovia) fue un naturalista, hidrobiólogo, escritor y epistemólogo alemán. Era hijo de un editor de Ludwigshafen, en 1885 va a la escuela de latín en Ludwigshafen, y a la escuela primaria en Mannheim. Finaliza la escuela secundaria en 1889.

## Vida académica
De 1889 a 1898 estudió en la Universidad de Heidelberg zoología y botánica entre otros con Otto Buetschli. Durante ese tiempo se dedicó a trabajos de biología celular, en diatomeas, Protozoos, animales prehistóricos y rotíferos. Así se dio cuenta, entre otras cosas, que la armadura y el plancton rotífero Keratella coclear estaban diseñados de manera diferente dependiendo de la temporada. En 1898 Lauterborn acuñó ese concepto todavía ampliamente aceptada de "ciclomorfosis".
En 1896 defiende una tesis sobre el dinoflagelado Ceratium hirundinella siendo promovido al Dr. phil. nat. Y en 1898 presentó su tesis de habilitación, sobre un estudio de protozoos flagelados en el territorio del Alto Rin.
En 1903, es profesor asociado de la Universidad de Heidelberg. Su clase inaugural fue sobre El plancton del Alto Rin, y la fauna macroscópica y microscópica del plancton de agua dulce. Enseñaba hidrografía, fauna marina, zoología forestal, e historia de la zoología.
Además de enseñar, trabajó como consultor. Así lo hizo, entre otros bajo las órdenes de la Oficina Imperial de Salud, con particular referencia a las investigaciones biológicas en el Alto Rin, ya en ese periodo contaminado por las empresas industriales cada vez más. Así fue pionero en los problemas de salud y ambientales.
En ese período hizo extensas investigaciones sobre el río Rin, que presentó en „Die geographische und biologische Gliederung des Rheinstroms“ (La estructura geográfica y biológica del Rin"); y en cuyo contexto incluyó de 1907 a 1914 más de 300 imágenes fotográficas de la ría. Su trabajo más importante no fue biológico, sino sobre la historia de la ciencia y los aspectos geográficos: „Der Rhein. Naturgeschichte eines deutschen Stromes“ (El Rin. La historia natural de un río alemán") el primer volumen se subtituló „Die erd- und naturkundliche Erforschung des Rheins und der Rheinlande vom Altertum bis zur Gegenwart“ (El estudio de la historia geológica y natural del Rin y la región del Rin desde la Antigüedad hasta el presente") incluyendo una monografía del conocimiento de historia natural de su tiempo en ese fluvio. En tal trabajo también menciona los muchos científicos que han trabajado durante varias décadas en el área naturalista del Rin y de Renania. También realizó una descripción detallada a la botánica de Karl Friedrich Schimper.
Sus estudios sobre la presencia de ciertos "organismos de aguas residuales" fueron una base importante para el desarrollo del "Sistema de detección de saprofitos" de Richard Kolkwitz y Maximilian Marsson en 1900, que todavía se considera el método estándar (DIN 38410) para estudiar la calidad del agua de los ríos.
En 1918, recibió un puesto en el Instituto de Zoología Forestal de la Universidad de Karlsruhe. Esta institución fue constituida en 1920 en la Universidad de Friburgo. Desde entonces y hasta su jubilación en 1935 fue profesor en Friburgo.
Lauterborn no sólo fue un científico de alto rango, también se esforzó en la conservación de la naturaleza y la protección del ambiente.

## Algunas publicaciones
- 1894	Zur Frage nach der Ortsbewegung der Diatomeen: Die Ortsbewegung der Bacillariaceen betreffend

- 1896	Untersuchungen über Bau, Kernteilung und Bewegung der Diatomeen

- 1897	Kern- und Zelltheilung von Ceratium hirundinella

- 1898	Protozoën-Studien

- 1902 Ein für Deutschland neuer Süsswasserschwamm (Carterius stepanowi Dyb.) ...

- 1903 Das Vogel-Fisch- und Thierbuch des Strassburger Fischers Leonhard Baldner aus dem Jahre 1666 (como editor)

- 1908	Die Verunreinigung der Gewässer und die biologische Methode ihrer Untersuchung ...

- 1910	Die Vegetation des Oberrheins

- 1913	Süsswasserfauna

- 1915	Die sapropelische Lebewelt : ein Beitrag zur Biologie des Faulschlammes natürlicher Gewässer

- 1916	Die geographische und biologische Gliederung des Rheinstroms. Parte 1

- 1917	Die geographische und biologische Gliederung des Rheinstroms. Parte 2

- 1918	Die geographische und biologische Gliederung des Rheinstroms. Parte 3

- 1923	Die räumliche Anordnung der Vogeleier im Nest

- 1925	Das Leben der Binnengewässer. 3ª ed.

- 1927	Beiträge zur Flora der oberrheinischen Tiefebene und der benachbarten Gebiete

- 1928	Faunistische Beobachtungen aus dem Gebiete des Oberrheins und des Bodensees

- 1930	Der Rhein. Naturgeschichte eines deutschen Stromes. Primer grupo: El estudio de la historia geológica y natural del Rin y la región del Rin desde la antigüedad hasta el presente. Primera Parte: El período desde la antigüedad hasta el año 1800

- 1934	Der Rhein. Naturgeschichte eines deutschen Stromes. Primer grupo: El estudio de la historia geológica y natural del Rin y la región del Rin desde la antigüedad hasta el presente. Segunda mitad: El período de 1800-1930. División I

- 1934. Karl Friedrich Schimper. Leben und Schaffen eines deutschen Naturforschers. En: El Rhin. La historia natural de un río alemán. Tomado de los informes de la Sociedad de Historia Natural de Friburgo, Vol. XXXIII, pp 269-324. Friburgo

- 1938	Der Rhein. Naturgeschichte eines deutschen Stromes. Primer grupo: El estudio de la historia geológica y natural del Rin y la región del Rin desde la antigüedad hasta el presente. Segunda mitad: El período de 1800-1930. División II: El Alto Rin Neckar con las tierras de Suabia

- 1938	Kaiser Julian und der Schwarzwald

- 1950	Universalisten, Enzyklopädisten und Fachforscher in der Geschichte der Naturwissenschaften. Manuscrito

- 2009	50 Jahre Rheinforschung. Lebensgang und Schaffen eines deutschen Naturforschers. Ed. por RegioWasser y Lavori, Jörg Lange. 815 pp. ISBN 3935737041

## Honores

### Eponimia
La Universidad de Konstanz botó el buque de investigación "Robert Lauterborn", donde sus científicos toman regularmente muestras de agua y se examinan directamente a bordo.

### Membresías
- Societas pro fauna et flora fennica
- Asociación Neerlandesa de Historia Natural
- Rhein-Museum Koblenz
- Deutsche Akademie der Naturforscher Leopoldina
- Deutsche Zoologische Gesellschaft

- Medalla Einar-Naumann de Asociación Internacional de Limnología Teórica y Aplicada

- 1948 Doctor honoris causa de la Universidad Albert-Ludwigs de Friburgo
- 1950 Doctor honoris causa de la Universidad de Basilea

## Fuente
- Esta obra contiene una traducción  derivada de «Robert Lauterborn» de Wikipedia en alemán, publicada por sus editores bajo la Licencia de documentación libre de GNU y la Licencia Creative Commons Atribución-CompartirIgual 4.0 Internacional.
- La abreviatura «Lauterborn» se emplea para indicar a Robert Lauterborn como autoridad en la descripción y clasificación científica de los vegetales.[1]

## Abreviatura (zoología)
La abreviatura Lauterborn  se emplea para indicar a Robert Lauterborn como autoridad en la descripción y taxonomía en zoología.